# Girardot (Cundinamarca)
Pour les articles homonymes, voir Girardot.
 (novembre 2013).
 (décembre 2020).
Girardot est une ville de Colombie située dans le département de Cundinamarca. Cité touristique et capitale régionale active, elle est dotée de plusieurs établissements d'enseignement supérieur.

## Géographie

### Situation géographique
Entourée de chaînons de la Cordillère orientale, la ville se trouve au confluent du Río Bogotá, qui alimente le lac proche d'El Peñol, et du Magdalena.

### Communes limitrophes
La ville est entourée au nord par les municipalités de Nariño et Tocaima, au sud par la municipalité de Flandes et le fleuve Magdalena. À l'ouest, on trouve la municipalité de Nariño, le Magdalena et la municipalité de Coello. Enfin, la municipalité de Ricaurte et le río Bogotá se situent à l'est.

### Climat
La ville bénéficie d'un climat chaud, en raison de son altitude assez basse (290 m) :  20 à 28 °C dans matinée et 30 à 34 °C durant l'après-midi. Les nuits sont tempérées à 27 °C en raison de la fraîcheur montant du fleuve Magdalena.
La température maximale enregistrée dans l'histoire de Girardot était de 42,3 °C et la température minimale de 9,8 °C.

### Démographie
Avec plus de 160 000 habitants, la communauté d'agglomération de Girardot, regroupant  les municipalités de Flandre et Ricaurte, constitue la troisième zone urbaine de la province de Cundinamarca,  après la capitale, Bogota, et Soacha.

## Toponymie
La ville de Girardot a été nommée en l'honneur d'Atanasio Girardot, un héros de l'indépendance, fils de Louis Girardot, un immigrant français. 

## Histoire
À l'origine, elle fut un petit port fluvial de canoës sur le río Magdalena, dénommé alors Pastor Montero.

## Population et société

### Enseignement
Girardot est le siège de plusieurs universités d'importance nationale : Universidad de Cundinamarca, Universidad Nacional Abierta y a Distancia (UNAD), Servicio Nacional de Aprendizaje (SENA), Universidad Piloto de Colombia, Corporación Universitaria Minuto de Dios (Uniminuto), Universidad del Tolima (IDEAD), Escuela de Artes y Letras, CECTE, FUNDEMAG et Fundación Universitaria San Mateo.

## Économie
Girardot est une ville importante du département de Cundinamarca, en raison de son économie décentralisée et autonome, et de sa réputation d'excellente destination touristique.

### Tourisme
L'économie principale de Girardot est basée sur le tourisme : la ville compte de nombreux parcs aquatiques, stations balnéaires, hôtels et clubs, tels que Peñalisa, El Peñon, El Bachué et l'hôtel Tocarema. Girardot est aussi célèbre dans la région pour la qualité de son pain. Étant donné que Girardot n'est qu'à une courte distance de Bogota (environ 3 heures de route), c'est un lieu de sortie populaire le week-end.

## Galerie

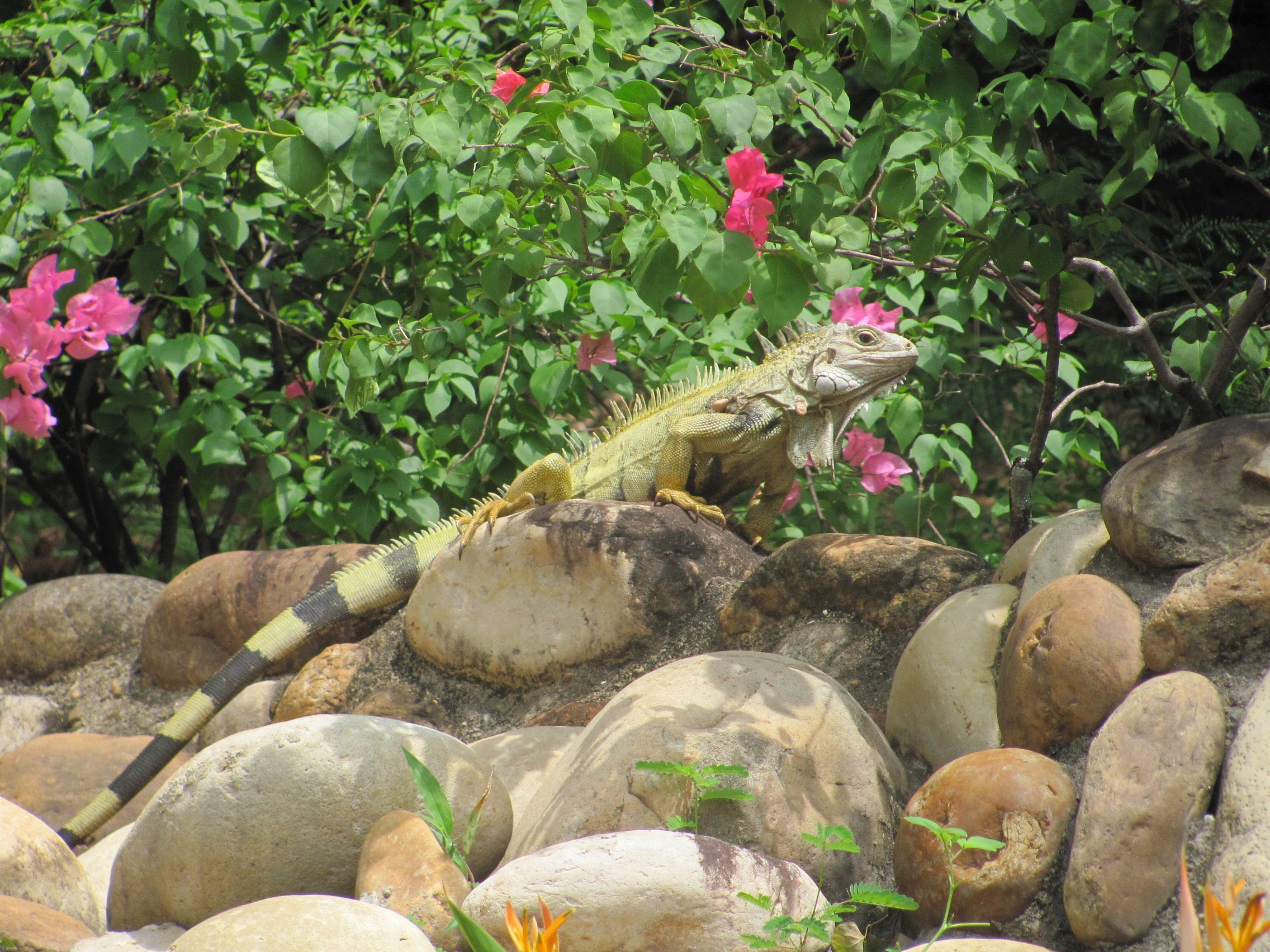
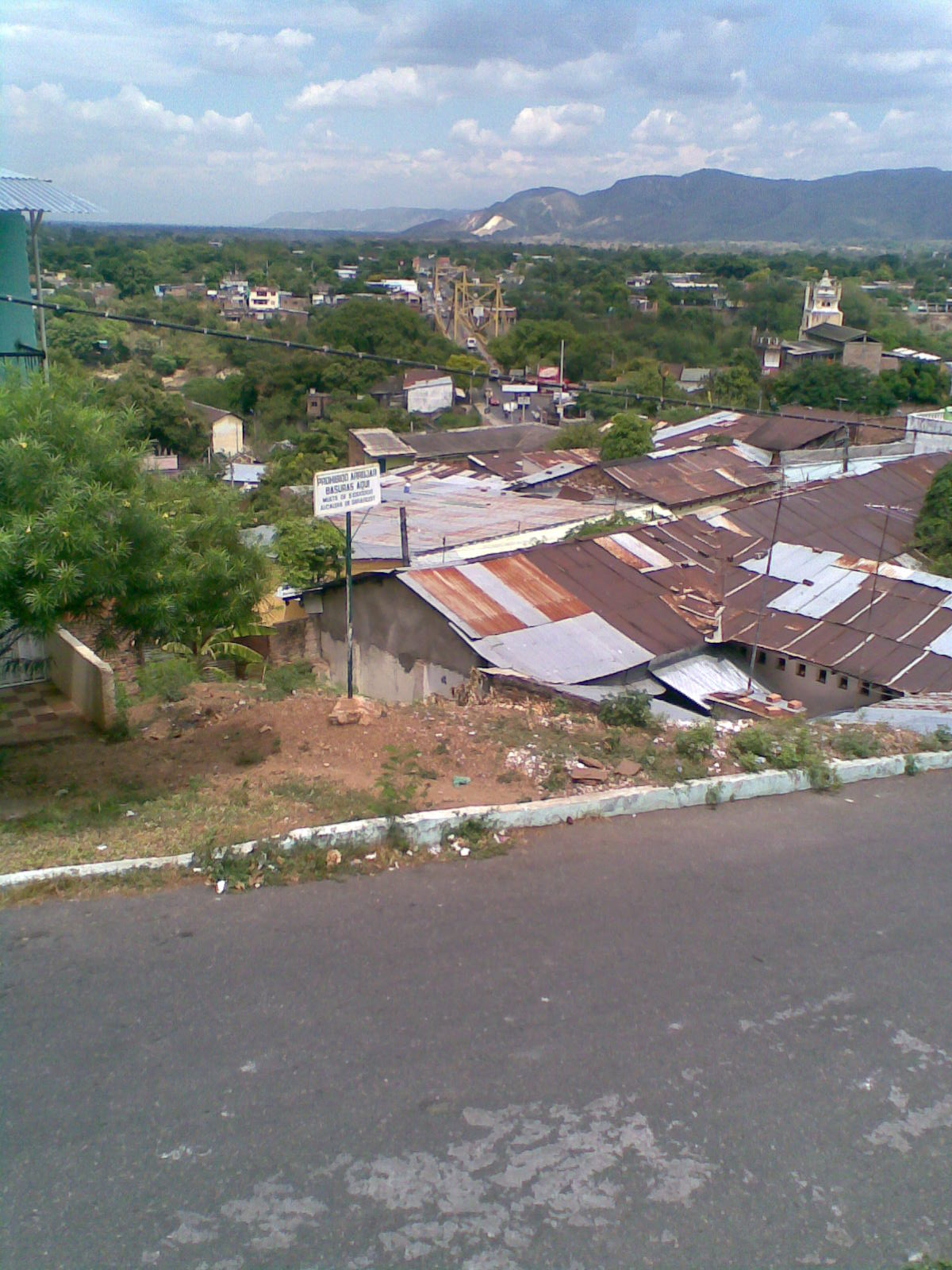
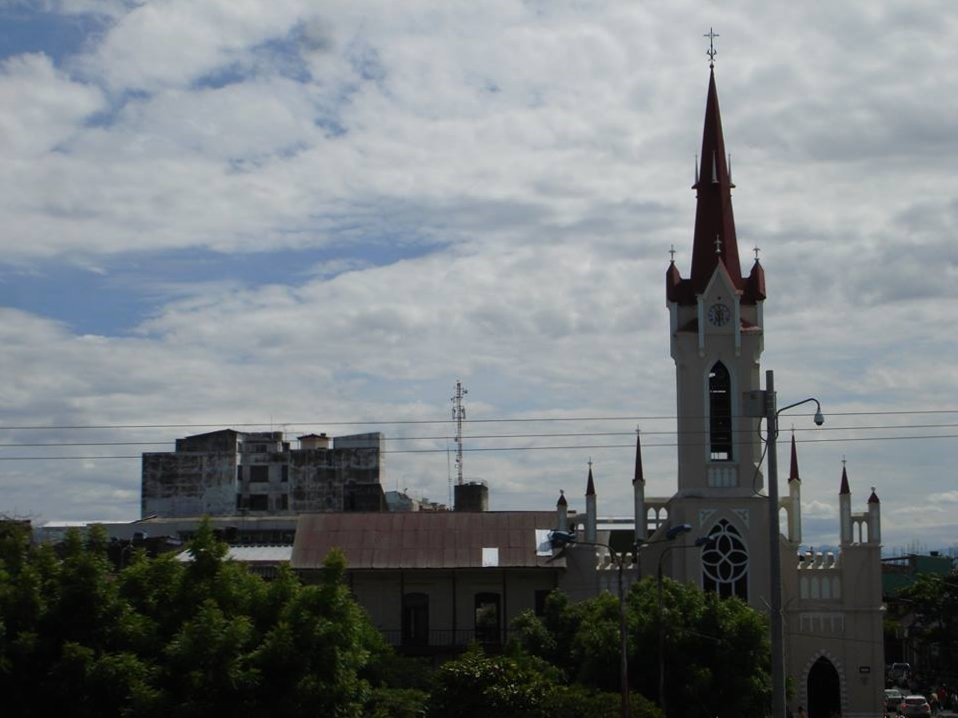
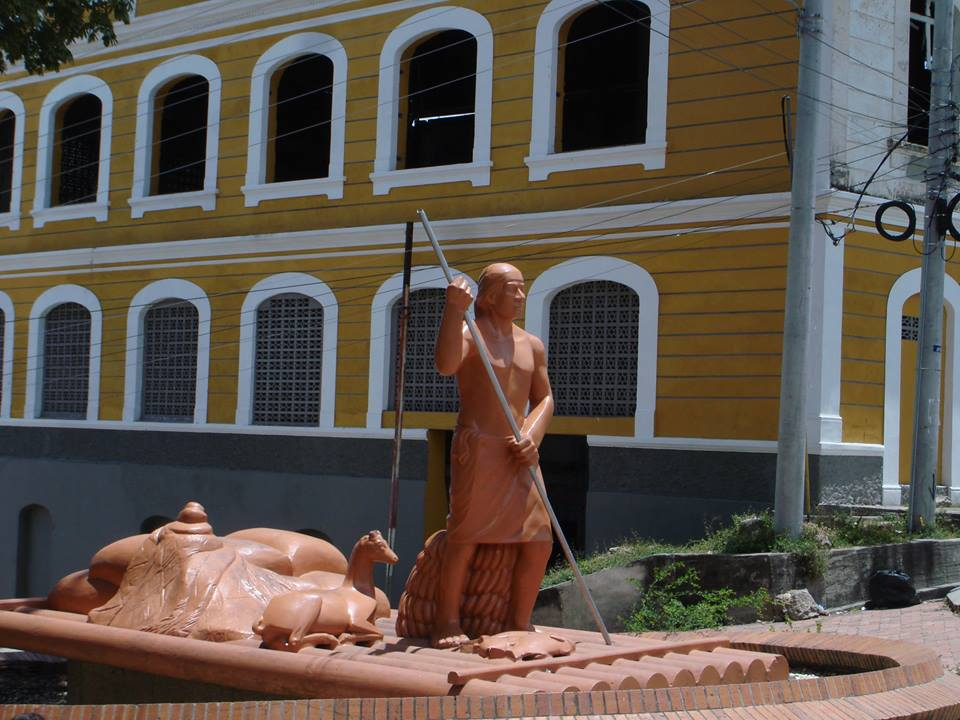
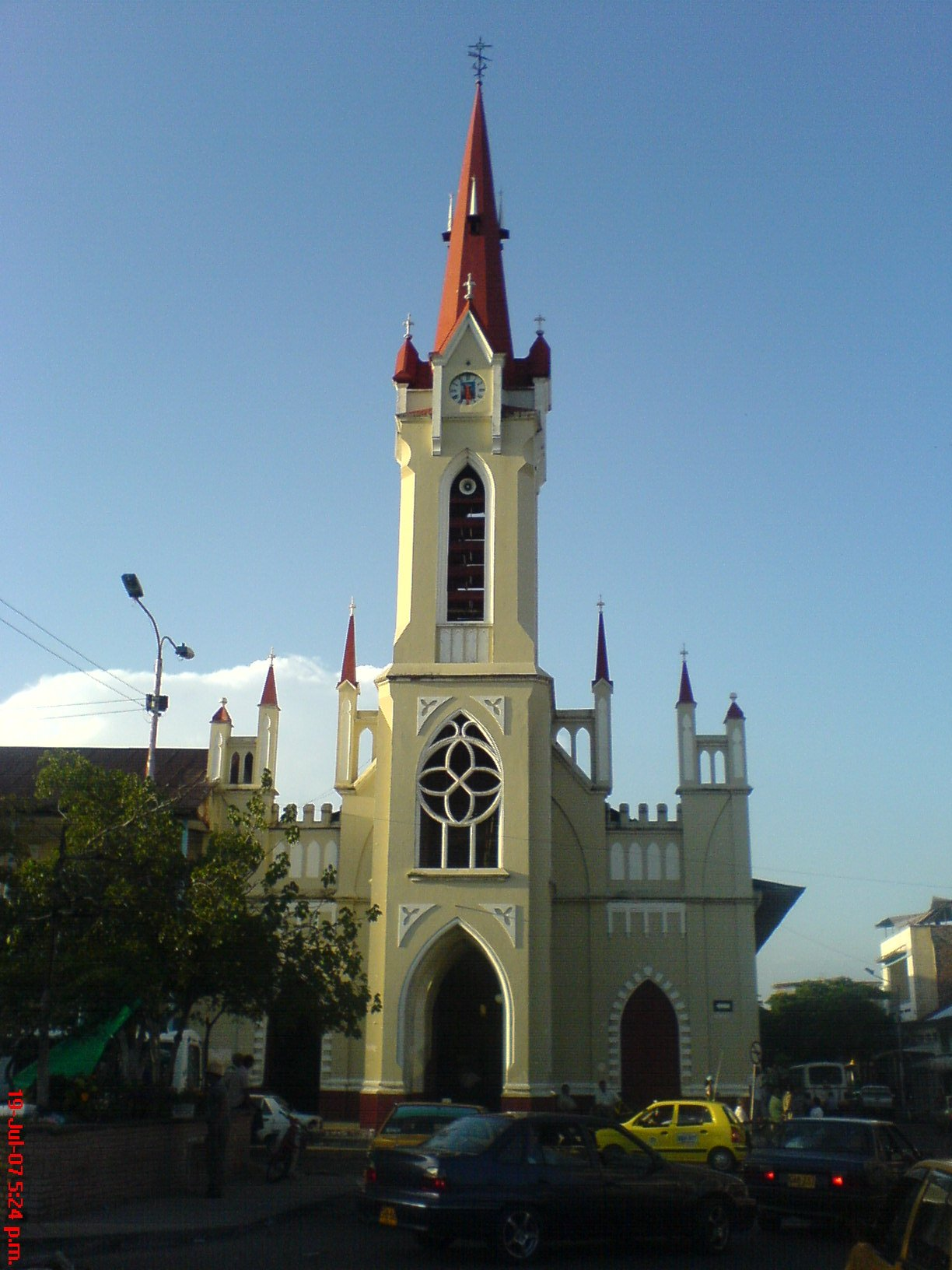